# Grete Kalteis
Margareta „Grete“ Maria Kalteis (* 20. Juni 1901 in Hainfeld; † 28. Jänner 1996 in Wien) war eine österreichische Gewerkschafterin und Funktionärin innerhalb der Kommunistischen Partei Österreichs (KPÖ). Ihre Decknamen waren Henriette Danielson oder Grete Wald.

## Leben und Karriere
Grete Kalteis wurde am 20. Juni 1901 als Tochter von Josef (* 1861) und Pauline Christine Kalteis (* 1869; geborene Walko) in eine kinderreiche Eisenbahnerfamilie in Hainfeld im Gölsental geboren und am 13. Juli auf den Namen Margareta Maria getauft. Ihr Vater war zu diesem Zeitpunkt Zugsführer bei den k.k. Staatsbahnen in Hainfeld. Nach dem Besuch der Pflichtschule ging sie mit 14 Jahren nach Wien, wo sie in weiterer Folge sechs Jahre lang in einer Kürschnerwerkstätte angestellt war und danach anderer Arbeit nachging. Im Jahre 1925 trat sie in die Gewerkschaft ein und wurde abermals ein Jahr später Mitglied der Kommunistischen Partei Österreichs (KPÖ). Ein weiteres Jahr später, im Juli 1927, wurde sie beim Verteilen von Flugblättern verhaftet und umgehend von ihrer Arbeit entlassen. Danach nahm Kalteis ihre Arbeit in einem größeren Textilbetrieb auf und war hier in der kommunistischen Betriebszelle aktiv. Ebendiese Betriebszelle brachte unter anderem auch eine eigene Zeitung heraus. Nach der Stilllegung des Betriebs wurde Kalteis arbeitslos und schließlich im Herbst 1930 von der KPÖ an die Internationale Lenin-Schule in Moskau entsandt. Nach einer einjährigen Kaderschulung kam sie wieder zurück nach Wien und begann dort im Jahre 1932 ihre Tätigkeit als Funktionärin der Revolutionäre Gewerkschafts-Opposition (RGO). Parallel dazu war sie auch in der Leitung der RGO der Textilarbeiter tätig.
Nach den Februarkämpfen 1934 wirkte sie in der in der Illegalität entstandenen Kommission zum Wiederaufbau der Freien Gewerkschaften. Im März 1935 wurde Kalteis erneut verhaftet und zu sechs Monaten Arrest sowie im Anschluss darauf drei Monaten Anhaltehaft verurteilt. Bis zu ihrer Entlassung vor Weihnachten 1935 verbüßte sie ihre Haft im Polizeigefangenenhaus Rossauer Lände. Im Oktober 1936 war sie an der Organisation der Flucht ihres Lebensgefährten, Franz Honner, beteiligt. Honner, seit 1924 ein ZK-Mitglied der KPÖ, war zu diesem Zeitpunkt als Verurteilter im Sozialistenprozess im Anhaltelager Wöllersdorf inhaftiert. Honner setzte sich daraufhin nach Prag ab, während Kalteis im Februar 1937 zum wiederholten Male verhaftet, jedoch bereits nach zwei Wochen aus Mangel an Beweisen wieder freigelassen wurde. Danach folgte sie Honner nach Prag, dem damaligen Sitz der Parteileitung der KPÖ, und war dort im Verbindungsdienst der Partei tätig. Mit der Verlegung des Auslands-Zentralkomitees nach Paris traten auch Honner und Kalteis die Reise in die französische Hauptstadt an. Nach dem Ausbruch des Zweiten Weltkriegs ließ sich das Paar in Dubrovnik nieder und unterhielt bzw. knüpfte von hier aus Verbindungen zur Kommunistischen Partei Jugoslawiens und zu den illegalen Stützpunkten der KPÖ in Jugoslawien.
Im Mai 1940 reiste das Paar nach Moskau, wo Kalteis eine Parteischule besuchte. Ebendiese Schule wurde im Oktober 1941 nach Kuschnarenkowo, ein Dorf in der Republik Baschkortostan, evakuiert. Erst 1943 kehrte sie wieder nach Moskau zurück, wo sie unter anderem im so genannten Institut 205, in dem Redaktionen und Sender der mittlerweile aufgelösten Kommunistischen Internationale untergebracht waren, arbeitete. Mit Ende des Zweiten Weltkriegs trat Kalteis wieder die Rückkehr nach Wien an, wo sie in weiterer Folge im Apparat des Zentralkomitees tätig war. Am 13. Parteitag im Jahr 1946 wurde sie in das Frauenkomitee der Partei gewählt. Im Rahmen der Gewerkschaftsabteilung bzw. der KPÖ-nahen Gewerkschaftsfraktion Gewerkschaftliche Einheit war sie für die Arbeit unter den Frauen zuständig. Für die Parteipresse der KPÖ verfasste sie zahlreiche Artikel zu gewerkschaftlichen Fragen.
Am 28. Jänner 1996 starb Kalteis im Alter von 94 Jahren in einem Seniorenheim in Wien und wurde am 9. Februar 1996 am zur Feuerhalle Simmering gehörenden Urnenfriedhof bestattet (Abteilung 3, Ring 2, Gruppe 1, Nummer 41). Ihr fast auf den Tag genau 32 Jahre zuvor verstorbener Lebensgefährte, Franz Honner, wurde ebenfalls auf dem Simmeringer Urnenfriedhof – allerdings in einem eigenen Grab – bestattet. Bis ein Jahr vor ihrem Tod gehörte sie der KPÖ-Bezirksgruppe Donaustadt an und war danach bis zu ihrem Tod ein Mitglied der KPÖ-Bezirksgruppe Ottakring.